# Playa de Santa Ana
Playa de Santa Ana är en strand i Spanien.   Den ligger i provinsen Province of Asturias och regionen Asturien, i den nordvästra delen av landet, 400 km nordväst om huvudstaden Madrid.